# Trinchesia catachroma
Trinchesia catachroma is een slakkensoort uit de familie van de Trinchesiidae. De wetenschappelijke naam van de soort is voor het eerst geldig gepubliceerd in 1963 door Burn.